# مقاطعة واشنغطون (فيرجينيا)
 مقاطعة واشنغطون  (بالإنجليزية:  Washington County)‏ هي إحدى المقاطعات في ولاية فيرجينيا في الولايات المتحدة الأمريكية.

## أعلام
- ويليام إي. جونز
- جون هنري بوين
- والتر برستون
- سيدني غوتليب